# Telenomus hyalinatus
Telenomus hyalinatus är en stekelart som först beskrevs av Thomson 1859.  Telenomus hyalinatus ingår i släktet Telenomus, och familjen gallmyggesteklar. Arten är reproducerande i Sverige.